# Берёзовый Гай (Гомельская область)
Берёзовый Гай (бел. Бярозавы Гай) — деревня в Курганском сельсовете Рогачёвского района Гомельской области Беларуси.
Граничит с лесом.

## География

### Расположение
В 52 км на восток от районного центра и железнодорожной станции Рогачёв (на линии Могилёв — Жлобин), 77 км от Гомеля.

### Гидрография
На западной окраине река Дулепа (приток реки Чечора).

## Транспортная сеть
Транспортные связи по просёлочной дороге, затем по шоссе Довск — Гомель. Планировка состоит из прямолинейной меридиональной улицы, застроенной двусторонне, неплотно, деревянными усадьбами.

## История
Основана в начале XX века как селение в Рогачёвском уезде Могилёвской губернии. В 1931 году жители вступили в колхоз. Во время Великой Отечественной войны 18 жителей погибли на фронте. Согласно переписи 1959 года в составе совхоза «1 Мая» (центр — агрогородок Курганье). В наши дни деревня опустела. 

## Население

### Численность
- 2019 год — 0 жителей.
- 2004 год — 5 хозяйств, 15 жителей.

### Динамика
- 1959 год — 168 жителей (согласно переписи).
- 2004 год — 5 хозяйств, 15 жителей.
- 2019 год — 0 жителей.